# OTI 1981
La X edición del Gran Premio de la Canción Iberoamericana o el Festival de la OTI fue llevada en efecto a finales de 1981 en el Auditorio Nacional de la Ciudad de México, teniendo por tercera vez como maestro de ceremonias a Raúl Velasco, en lo que ya significaba un récord absoluto en la historia del certamen iberoamericano.

## Desarrollo
Se destacan en ese año la primera participación del español Francisco en representación a España. Asimismo, tuvo un lugar la segunda incursión de tres intérpretes: el chileno Florcita Motuda, en su estilo característico estrambótico y quien fue visto en el Festival OTI de la Canción de 1978; el portugués José Cid quien vuelve a este festival tras su aparición en el Festival de la OTI de 1979 y luego en el séptimo lugar en el Festival de la Canción de Eurovisión 1980; y el panameño Roger Bares, quien concurrió al Festival de la OTI de 1978. 
Como un caso anecdótico pues allí se destaca el representante de Antillas Neerlandesas, Efrem Benita, quien en esta ocasión se ubicó en una posición bastante desmejorada, veinte años después obtendría el primer premio del Festival de la Canción de Eurovisión 2001 representando a su país de residencia, Estonia, con el nombre de Dave Benton junto al estonio Tanel Padar. 
Entre los compositores que hay que destacar fue la canción mexicana de Lo que pasó, pasó quien fue compuesta por Felipe Gil, quien ya había compuesto la canción de La felicidad, quien fue el tema ganador del Festival de la OTI de 1975. Por otro lado, el afamado compositor de boleros argentino Chico Novarro firmó la partitura de la canción de su país. Además, concurrió como compositor e intérprete el nicaragüense Luis Enrique Mejía Godoy. 
Para el palmarés final, el triunfo se lo llevó el tema español Latino, un tema de gran éxito e interpretado por Francisco compuesto por Herrero y Armenteros, seguido por Argentina y, en un empate por el tercer premio, las canciones mexicana y estadounidense. México presentó al exitoso Yoshio y Estados Unidos estuvo representada por el intérprete puertorriqueño Aldo Matta, quien representaría a su natal Puerto Rico en el mismo certamen, ocho años después.

## Participantes
| País                  | Título de la canción                                  | Título de la canción                                  |
| País                  | Artista                                               | Idioma                                                |
| --------------------- | ----------------------------------------------------- | ----------------------------------------------------- |
| Antillas Neerlandesas | «Vaya un amigo»                                       | «Vaya un amigo»                                       |
| Antillas Neerlandesas | Efrem Benita                                          | Español                                               |
| Argentina             | «Súbete a mi nube»                                    | «Súbete a mi nube»                                    |
| Argentina             | Marianella                                            | Español                                               |
| Brasil                | «Renascença»                                          | «Renascença»                                          |
| Brasil                | Cláudia                                               | Portugués                                             |
| Chile                 | «Si hoy tenemos que cantar a tanta gente, pensémoslo» | «Si hoy tenemos que cantar a tanta gente, pensémoslo» |
| Chile                 | Florcita Motuda                                       | Español                                               |
| Colombia              | «Si nací por amor, yo nací para amar»                 | «Si nací por amor, yo nací para amar»                 |
| Colombia              | Jaime D'Alberto                                       | Español                                               |
| Costa Rica            | «Cantaré»                                             | «Cantaré»                                             |
| Costa Rica            | Juan Carlos Wong                                      | Español                                               |
| Ecuador               | «América»                                             | «América»                                             |
| Ecuador               | Hermanos Diablo                                       | Español                                               |
| El Salvador           | «El latinoamericano»                                  | «El latinoamericano»                                  |
| El Salvador           | Eduardo Fuentes                                       | Español                                               |
| España                | «Latino»                                              | «Latino»                                              |
| España                | Francisco                                             | Español                                               |
| Estados Unidos        | «Cuando fuiste mujer»                                 | «Cuando fuiste mujer»                                 |
| Estados Unidos        | Aldo Matta                                            | Español                                               |
| Guatemala             | «Estoy loco»                                          | «Estoy loco»                                          |
| Guatemala             | Sergio Iván                                           | Español                                               |
| Honduras              | «Ven»                                                 | «Ven»                                                 |
| Honduras              | Oneyda                                                | Español                                               |
| México                | «Lo que pasó, pasó»                                   | «Lo que pasó, pasó»                                   |
| México                | Yoshio                                                | Español                                               |
| Nicaragua             | «Asi te quiero yo»                                    | «Asi te quiero yo»                                    |
| Nicaragua             | Luis Enrique Mejía Godoy                              | Español                                               |
| Panamá                | «Pero ayer fuiste sólo María»                         | «Pero ayer fuiste sólo María»                         |
| Panamá                | Roger Bares                                           | Español                                               |
| Paraguay              | «Vos y yo seremos todos»                              | «Vos y yo seremos todos»                              |
| Paraguay              | Alberto de Luque                                      | Español                                               |
| Perú                  | «Hombre de mis sueños»                                | «Hombre de mis sueños»                                |
| Perú                  | Gladys Mercado                                        | Español                                               |
| Portugal              | «Uma lágrima»                                         | «Uma lágrima»                                         |
| Portugal              | José Cid                                              | Portugués y Español                                   |
| Puerto Rico           | «Mírame a los ojos»                                   | «Mírame a los ojos»                                   |
| Puerto Rico           | Glenn Monroig                                         | Español                                               |
| Uruguay               | «Olvidemos recordando»                                | «Olvidemos recordando»                                |
| Uruguay               | Ariel                                                 | Español                                               |
| Venezuela             | «Aquel ciego»                                         | «Aquel ciego»                                         |
| Venezuela             | Neyda Perdomo                                         | Español                                               |

## Resultados
| #                                                    | País                  | Artista(s)               | Canción                                             | Idioma                 | Lugar | Puntos |
| ---------------------------------------------------- | --------------------- | ------------------------ | --------------------------------------------------- | ---------------------- | ----- | ------ |
| 1                                                    | Portugal              | José Cid                 | Uma lágrima                                         | Portugués y Castellano | 10    | 14     |
| 2                                                    | Uruguay               | Ariel                    | Olvidemos recordando                                | Castellano             | 19    | 4      |
| 3                                                    | El Salvador           | Eduardo Fuentes          | El latinoamericano                                  | Castellano             | 12    | 11     |
| 4                                                    | Uruguay               | Luis Enrique Mejía Godoy | Así te quiero yo                                    | Castellano             | 8     | 15     |
| 5                                                    | Venezuela             | Neyda Perdomo            | Aquel ciego                                         | Castellano             | 17    | 7      |
| 6                                                    | Estados Unidos        | Aldo Matta               | Cuando fuiste mujer                                 | Castellano             | 3     | 22     |
| 7                                                    | Guatemala             | Sergio Iván              | Estoy loco                                          | Castellano             | 21    | 1      |
| 8                                                    | España                | Francisco                | Latino                                              | Castellano             | 1     | 51     |
| 9                                                    | Ecuador               | Hermanos Diablo          | América                                             | Castellano             | 12    | 11     |
| 10                                                   | Panamá                | Roger Bares              | Pero ayer fuiste sólo María                         | Castellano             | 17    | 7      |
| 11                                                   | Puerto Rico           | Glen Monroig             | Mírame a los ojos                                   | Castellano             | 15    | 8      |
| 12                                                   | Antillas Neerlandesas | Efrem Benita             | Vaya un amigo                                       | Castellano             | 20    | 2      |
| 13                                                   | Brasil                | Cláudia                  | Renascença                                          | Portugués              | 10    | 14     |
| 14                                                   | Honduras              | Oneyda                   | Ven                                                 | Castellano             | 7     | 16     |
| 15                                                   | Colombia              | Jaime D'Alberto          | Si nací por amor, yo nací para amar                 | Castellano             | 5     | 18     |
| 16                                                   | México                | Yoshio                   | Lo que pasó, pasó                                   | Castellano             | 3     | 22     |
| 17                                                   | Perú                  | Gladys Mercado           | Hombre de mis sueños                                | Castellano             | 12    | 11     |
| 18                                                   | Paraguay              | Alberto de Luque         | Vos y yo seremos todos                              | Castellano             | 8     | 15     |
| 19                                                   | Argentina             | Marianella               | Súbete a mi nube                                    | Castellano             | 2     | 40     |
| 20                                                   | Costa Rica            | Juan Carlos Wong         | Cantaré                                             | Castellano             | 15    | 8      |
| 21                                                   | Chile                 | Florcita Motuda          | Si hoy tenemos que cantar a tanta gente, pensémoslo | Castellano             | 5     | 18     |
| Lugar: Auditorio Nacional - Ciudad de México, México |                       |                          |                                                     |                        |       |        |